# Десятый Октябрь (Курганская область)
Десятый Октябрь — деревня в Макушинском муниципальном округе Курганской области. Входит в состав Моршихинского сельсовета.

## История
Возникла в 1928 году, как сельскохозяйственная коммуна «Десятый Октябрь».

## Население
| 1989 | 2002 | 2010 |
| ---- | ---- | ---- |
| 121  | ↘82  | ↘33  |

Национальный состав
Согласно результатам Всероссийской переписи населения 2002 года, в национальной структуре населения русские составляли 95 %.